# 3020 км
3020 км — разъезд (тип населённого пункта) в Барабинском районе Новосибирской области. Входит в Шубинский сельсовет.

## Топоним
До 2017 года официальное название — Остановочная Платформа 3020 км, позже изменено, как и у других НП, областным законом (исключены слова «остановочная платформа»).

## География
Находится на северном берегу озера Голдобинское.
Площадь населённого пункта — 2 гектара

## История
Населённый пункт появился при строительстве железной дороги. В селении жили семьи тех, кто обслуживал железнодорожную инфраструктуру разъезда.

## Население
| 2002 | 2007 | 2010 |
| ---- | ---- | ---- |
| 9    | ↘8   | ↘6   |

## Инфраструктура
В населённом пункте по данным на 2007 год отсутствует социальная инфраструктура.
Путевое хозяйство Западно-Сибирской железной дороги.

## Транспорт
Автомобильный (просёлочная дорога) и железнодорожный транспорт. Действует остановочный пункт 3020 км (код 833571) на железнодорожной линии Тарская — Обь.